# José Caraballo
José Enrique Caraballo Rosal (Carúpano, 21 febbraio 1996) è un calciatore venezuelano, attaccante del Dep. La Guaira.

## Carriera

### Club
Ha iniziato la carriera nel Caracas, debuttando nella massima serie venezuelana e nella Copa Libertadores (una partita in ciascun torneo).
Passa poi al Deportivo Lara, con cui si impone titolare disputando 69 partite di campionato.
Nel 2016 si trasferisce in Messico, al Club Atlante, con cui disputa 8 partite. L'anno successivo torna al Deportivo Lara, dove segna 6 gol in 23 partite (la sua annata più prolifica).
Nel 2018 passa in Cile, nell'Huachipato.

### Nazionale
Nel 2013 ha partecipato ai Mondiali Under-17.
In seguito ha giocato anche nella nazionale venezuelana Under-20.

## Palmarès

### Club

#### Competizioni nazionali
- Campionato armeno: 2

P'yownik: 2021-2022, 2023-2024